# Bowlesia tenella
Bowlesia tenella là một loài thực vật có hoa trong họ Hoa tán. Loài này được Meyen mô tả khoa học đầu tiên năm 1843.